# Янсон, Игорь Кондратьевич
Янсон Игорь Кондратьевич (18 марта 1938, Харьков — 25 июля 2011, Харьков) — советский и украинский ученый-физик. Академик Национальной академии наук Украины (1992), доктор физико-математических наук (1976), заслуженный деятель науки и техники Украины, лауреат Государственной премии УССР в области науки и техники (1980).

## Биография
Янсон Игорь Кондратьевич родился 18 марта 1938 года в г. Харькове. В 1961 году окончил Харьковский университет. В том же году начал работать в Физико-техническом институте низких температур (с 1970 года — заведующий отделом). В 1966 году защитил кандидатскую диссертацию, в 1976 году — докторскую.
С 1979 года — член-корреспондент, с 1992 года — действительный член (академик) Национальной академии наук Украины.
В 1969-1970 годах преподавал в Харьковском институте радиоэлектроники, с 1976 года — в Харьковском политехническом институте. С 1979 года — профессор кафедры низких температур Харьковского университета. Почётный доктор Харьковского национального университета.

## Научная деятельность
Основные направления деятельности — физика низких температур, физика твердого тела, молекулярная биофизика. В 1964 году, совместно с сотрудниками по Физико-техническому институту низких температур НАН Украины И. М. Дмитренко и В. М. Свистуновым, И. К. Янсон открыл электромагнитное излучение сверхпроводящей туннельной структуры (нестационарный эффект Джозефсона). Исследовал слабую сверхпроводимость, развил неупругую туннельную спектроскопию твердых тел.
В области биофизики проводил исследовательские работы по определению энергии связи в молекулярных кристаллах. С высокой точностью определил энергию взаимодействия биологических молекул в кристаллической и газовой фазах.
Открыл новый метод исследования энергетического спектра проводников — микроконтактную спектроскопию (зарегистрированную как открытие Госкомитетом СССР 30 декабря 1986 г. № 328). Этот метод приобретает все большую актуальность в связи с применением в нанофизике и спинтронике.
Также исследовал и квантовые мезоскопические эффекты в ультрамалых микроконтактах, процессы переноса заряда и спина в наноразмерных объектах, фундаментальные свойства новых сверхпроводящих и магнитоупорядоченных соединений и материалов.
И. К. Янсон является автором 5 монографий и более 250 научных статей. Под его руководством было защищено 6 докторских и около 30 кандидатских диссертаций. Был членом редколлегии журнала «Физика низких температур» и специализированного совета по защите докторских диссертаций при Физико-техническом институте низких температур им. Б. И. Веркина НАН Украины.

### Монографии и основные научные труды
1. Yu.G. Naidyuk, I. K. Yanson, Point-contact spectroscopy, Springer, New-York, 2005.
2. A. V. Khotkevich, I. K. Yanson, Atlas of Point-Contact Spectra of Electron-Phonon Interaction in Metals, Kluwer Academic Publishers, Boston, 1995.
3. Б. И. Веркин, И. К. Янсон, Л. Ф. Суходуб, А. Б. Теплицкий, Взаимодействия биомолекул: новые экспериментальные подходы и методы, Наукова Думка, Киев, 1985.
4. И. А. Кулик, И. К. Янсон, Эффект Джозефсона в сверхпроводящих туннельных структурах, Наука, Москва, 1970.
5. И. К. Янсон, Нелинейные эффекты в электропроводности точечных контактов и электрон-фононное взаимодействие в нормальных металлах. ЖЭТФ, 1974, Т.66, сек.1035.
6. B. I. Verkin, I. K. Yanson, I. O. Kulik, O. I. Shklyarevskii, A. A. Lysykh, Yu.G. Naydyuk. Singularities in d2V/dI2 dependencies point of contacts between ferromagnetic metals. Solid State Communs., 1979, V. 30, p. 215.
7. A. A. Lysykh, I. K. Yanson, O. I. Shklyarevski, Yu.G. Naydyuk, Point-contact spectroscopy of electron-phonon interaction in alloys. Solid State Communs., 1980, Vol.35, p. 987.
8. B. I. Verkin, I. K. Yanson, I. O. Kulik, O. I. Shklyarevskii, A. A. Lysykh, Yu.G. Naidyuk, temperature Modulation spectroscopy of elementary excitations in ferromagnetics using microcontacts, Izvestiya Akademii Nauk SSSR. Seriya Fizicheskaya, 1980, V. 44, p. 1330.
9. И. К. Янсон, Микроконтактная спектроскопия ЭФВ в чистых металлах (обзор). ФНТ 1983, Т.9, c.676.
10. И. К. Янсон, А. И. Шкляревский, Микроконтактная спектроскопия металлических сплавов и соединений (обзор). ФНТ, 1986, Т.12, c.899.
11. И. К. Янсон, Контактная спектроскопия ВТСП (обзор). ФНТ, 1991, Т.17, c.275.
12. Yu.G. Naidyuk, I. K. Yanson, Point-contact spectroscopy of heavy-fermion systems (review). J. Phys.C: Cond. Matter, 1998, V. 10, p. 8905.
13. I. K. Yanson and Yu.G. Naidyuk, Advances in point-contact spectroscopy: two-band superconductor MgB2 (review). ФНТ, 2004, Т.30, с.261.
14. A. I. Akimenko, A. B. Verkin, I. K. Yanson. Point-contact noise spectroscopy of phonons in metals. J. Low Temp.Physx, 1984, Vol.54, p. 247.
15. M. Reiffers, Yu.G. Naidyuk, A. G. M. Jansen, P. Wyder, I. K. Yanson, D. Gignoux and D. P. Schmitt, Direct measurement of the Zeeman splitting of crystal-field levels in PrNi5 by point-contact spectroscopy, Phys. Rev. Lett. 1989, Vol.62, p. 1560.
16. I. K. Yanson, V. V. Fisun, R. Hesper, A. V. Khotkevich, J. M. Krans, J. A. Mydosh, and J. M. van Ruitenbeek, Size Dependence of Kondo Scattering in Point Contacts, Phys. Rev. Lett. 1995, V. 74, p. 302.
17. J. M. Krans, J. M. van Ruitenbeek, V. V. Fisun, I. K. Yanson, and L. J. de Jongh. The signature of conductance quantization in metallic point contacts. Nature, 1995, V. 375, p. 767.
18. A. I. Yanson, I. K. Yanson and J. M. van Ruitenbeek, Observation of shell structure in sodium nanowires. Nature, 1999, V. 400, p. 144.
19. I. K. Yanson, Yu. G. Naidyuk, V. V. Fisun, Konovalenko A., O. P. Balkashin, L. Y. Triputen, and V. Korenivski, Surface Spin-Valve Effect, Nano Letters, 2007, Vol. 7, г.927.
20. G. V. Kamarchuk, А.P. Pospelov, A. V. Yeremenko, E. Faulques, I. K. Yanson, Point-Contact Sensors: New Prospects for a Nanoscale Sensitive Technique. Europhys. Lett., 2006, Vol.76, p. 575.
21. И. К. Янсон, А. В. Хоткевич.  Атлас микроконтактных спектров электрон-фононного взаимодействия в металлах. — Киев : Наукова думка, 1986. — С. 143.

## Награды
- Премия им. Н. Островского (1967)
- Государственная премия УССР (1980)
- Премия «Еврофизика» (1987)
- Премия фонда Александра фон Гумбольдта (Германия, 1995)
- Заслуженный деятель науки и техники Украины (2005)
- Премия имени Б. И. Веркина НАН Украины (2006)
- Премия имени Лизы Мейтнер (Швеция, 2008)
- Орден «За заслуги» III степени (2008)